# 諾伊恩多夫湖 (勃蘭登堡州)

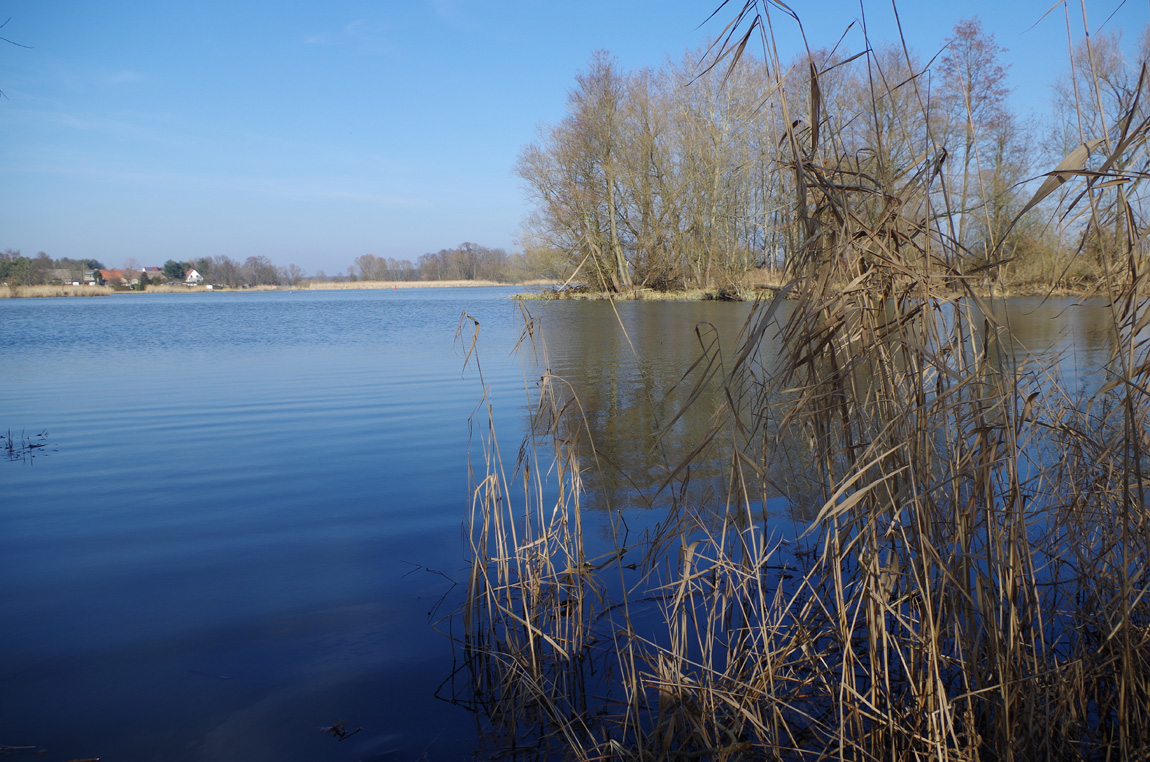

52°07′16″N 13°55′49″E / 52.121105°N 13.930149°E
諾伊恩多夫湖（德語：Neuendorfer See），是德國的湖泊，位於該國西南部，由勃蘭登堡州負責管轄，長3.7公里、寬1.5公里，面積2.97平方公里，海拔高度43米，平均水深2.8米，最大水深4米，水體容量569萬立方米。